# جيوفاني تاورمينا
جيوفاني تاورمينا (بالإيطالية: Giovanni Taormina)‏ هو لاعب كرة قدم إيطالي في مركز الوسط، ولد في 8 مايو 1988 في جرجنت في إيطاليا. لعب مع نادي ألساندريا ونادي سامبدوريا ونادي كومو.